# Raukatara
Raukatara ist eine kleine Siedlung im Kaikoura District der Region Canterbury auf der Südinsel von Neuseeland.

## Geographie
Die Siedlung befindet sich rund 19 km nordöstlich von Kaikoura an der Half Moon Bay und damit an der Küste zum Pazifischen Ozean. Zwischen der Siedlung und der Küste führen der New Zealand State Highway 1 und die Eisenbahnlinie des South Island Main Trunk Railway nach Norden. Die nächstgelegenen Siedlungen sind Clarence, rund 15 km nordöstlich und Hapuku, rund 8 km südwestlich.